# Валентин Иванов (съдия)
Вижте пояснителната страница за други личности с името Валентин Иванов.
Валентин Валентинович Иванов (1961-) е бивш руски футболист и футболен съдия. Роден е на 4 юли 1961 г. в Москва. Син на известния съветския футболист Валентин Козмич Иванов и олимпийската шампионка по гимнастика Лидия Иванова. Учител, живее в Москва. Владее руски и английски език. Международен съдия по футбол от 1 януари 1997 г. до 2007 г.

## Кариера като футболист
Иванов е играл като полузащитник или нападател. Отборите през които е минал са ФК Торпедо Москва, Динамо Ставропол и Динамо Брянск. През 1986 г. се отказва от футбола поради проблеми с гърба.

## Кариера като рефер
Първата международна среща, която ръководи, е Люксембург – Полша през 1999 г. Свири на Световното първенство по футбол за младежи до 20 г. в Холандия през 2005 г., на Европейското първенство по футбол в Португалия през 2004 г. и на турнира за Купата на конфедерациите във Франция през 2003 г. Реферира мачове и на Световното първенство по футбол в Германия през 2006 г. Валентин Иванов нашумява по време на СП 2006 с реферирането на осминафинала между Холандия и Португалия. По време на този мач Иванов раздава 16 жълти картона, във връзка с които 4 червени (т.е. 8 от картоните са по 2 за един и същи човек). Отстраняването на четирима играчи от терена е рекорд по време на мач на Световно първенство по футбол. Заради съдийството на този мач Иванов е силно критикуван, най-вече от страна на участващите отбори, но и от страна на администрацията от ФИФА, дори лично от президента ѝ Сеп Блатер. От друга страна, повечето странични наблюдатели гледали мача не смятат, че Иванов е злоупотребил с правомощията си или е давал незаслужени картони. В защита на Иванов се изказва не само президентът на Руския футболен съюз Виталий Мутко, но и Герхард Майер-Форфелдер, президент на Германската футболна асоциация, според когото съдията стриктно е налагал правилата на играта съгласно инструкциите на ФИФА.
През декември 2006, на 45 години, Иванов слага край на съдийската си кариера. Той е водел над 100 мача в шампионата на Русия по футбол и 14 като помощник-съдия.